# Оливия Дел Рио
Оливия Дел Рио (родена на 16 април 1969 г. в Рио Каска, Бразилия) е бразилска порнографска актриса.

## Кариера
През 2003 година се появява в шведското телевизионно предаване High Chaparall.
Оливия Дел Рио се снима във фотосесия за рекламни картички заедно със състезателите на френския волейболен клуб „Пари волей“, който е победител в Шампионската лига от 2001 г.

## Личен живот
Омъжена е, има две деца и живее във Франция и Мароко, където държи бар заедно със своя съпруг.

## Награди и номинации
Носителка на награди
- 1997: Hot d'Or награда за най-добра европейска актриса с поддържаща роля.[5]
- 2004: Adam Film World Guide награда за най-добра латино звезда.[6]

Номинации
- 2002: Номинация за Ninfa награда за най-добра актриса – Apasionadas y Coquetas[7]
- 2003: Номинация за AVN награда за най-добра групова секс сцена, Филм – Paradise Lost[8]
- 2004: Номинация за AVN награда за най-добра актриса.[9]
- 2004: Номинация за AVN награда за най-добра соло секс сцена – Lost Angels: Olivia Del Rio[9]
- 2004: Номинация за AVN награда за най-скандална секс сцена – Flesh Circus[9]
- 2005: Номинация за AVN награда за най-добра групова секс сцена, Филм – Does Dallas: The Revenge[10]